# Sibinal
Sibinal é uma cidade da Guatemala do departamento de San Marcos.